# La habitación de al lado
La habitación de al lado (The Room Next Door en inglés) es una película dramática española de 2024, escrita y dirigida por Pedro Almodóvar, en su debut en idioma inglés, basada en la novela Cuál es tu tormento de Sigrid Nunez. Está protagonizada por Tilda Swinton y Julianne Moore junto a John Turturro, Alessandro Nivola y Juan Diego Botto.
Se estrenó el 2 de septiembre de 2024 en el 81.º Festival Internacional de Cine de Venecia, donde ganó el León de Oro a la mejor película, y se estrenó en los cines de España el 18 de octubre de 2024, con distribución de Warner Bros. Pictures España.

## Sinopsis
La trama aborda las desavenencias entre Martha, una madre muy imperfecta y corresponsal de guerra, y su resentida hija, así como la relación de la primera con la escritora Ingrid.

## Reparto
- Tilda Swinton, como Martha Hount/Michelle[8]
- Julianne Moore, como Ingrid[8]
- John Turturro, como Damian Cunningham[9]
- Alessandro Nivola[7] como el policía
- Juan Diego Botto[7] como el fotógrafo
- Melina Matthews[7] como Sarah, la abogada
- Raúl Arévalo[7] como Bernardo
- Vicky Luengo[7] como la esposa de Fred
- Esther McGregor como Martha (joven)[10]
- Alex Høgh Andersen como Fred
- Alvise Rigo como Johna, el entrenador
- Anh Duong  como Anh
- Bobbi Salvör Menuez como Bobbi

## Producción
Almodóvar habló de sus planes de filmar una película en inglés ambientada en la ciudad de Nueva York en vísperas de su viaje al Festival de Cine de Cannes de 2023. El título The Room Next Door (La habitación de al lado) se anunció a finales de 2023. En enero de 2024, El Deseo anunció que Julianne Moore y Tilda Swinton habían sido elegidas para los papeles principales, con John Turturro como otro miembro del reparto. Swinton describió la película como «una sucesora natural, extrañamente, de Dolor y gloria». La película es una producción de El Deseo con la participación de Movistar Plus+. El rodaje comenzó el 3 de marzo de 2024 en Madrid. Alessandro Nivola se unió al reparto ese mismo mes. Los lugares de rodaje también incluyeron la ciudad de Nueva York. El 12 de junio de 2024, Juan Diego Botto, Raúl Arévalo, Melina Matthews y Victoria Luengo fueron anunciados como miembros adicionales del reparto. Eduard Grau estuvo a cargo de la dirección de fotografía.

## Estreno

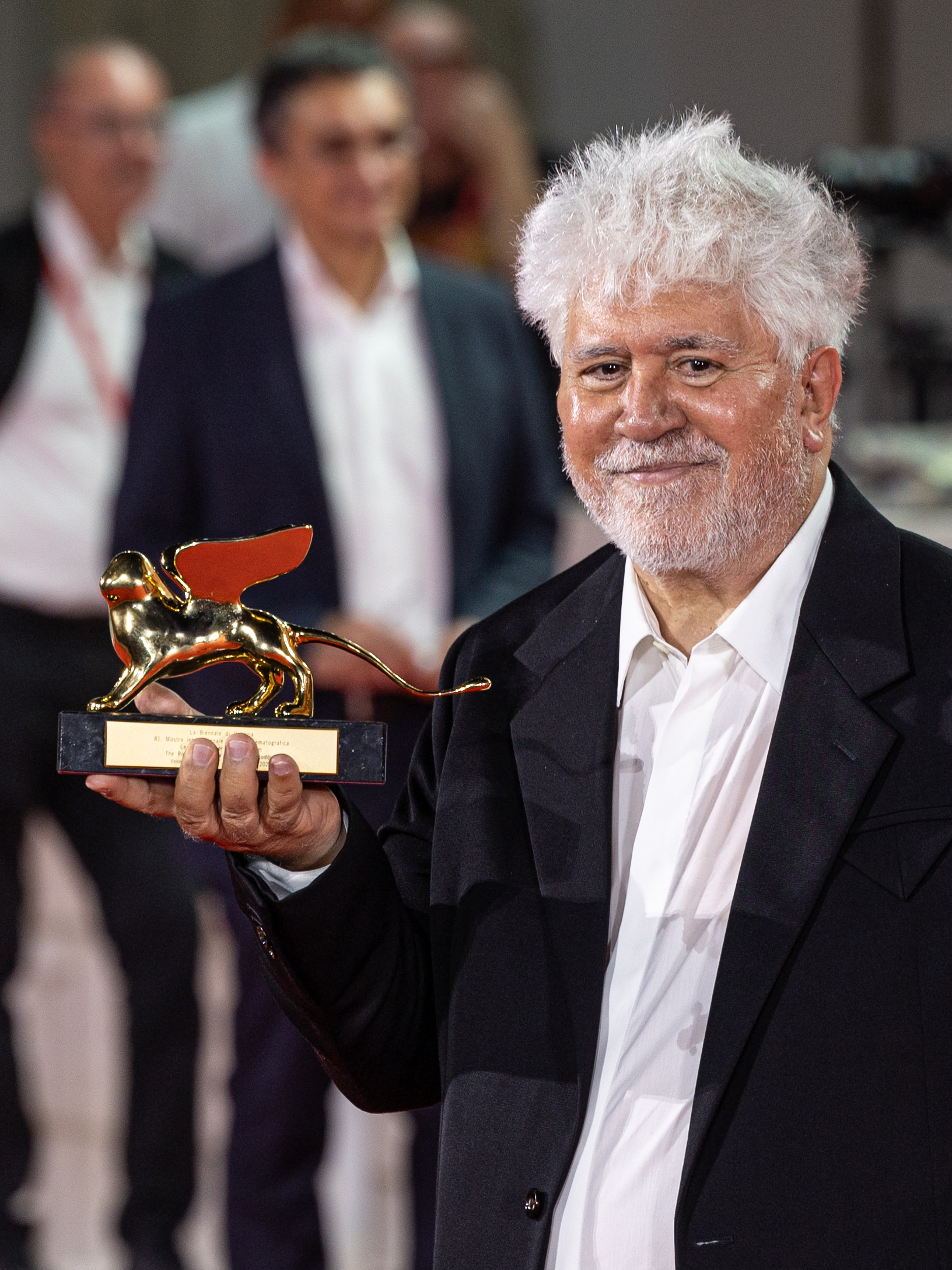
Pedro Almodóvar con el León de Oro que recibió en el Festival Internacional de Cine de Venecia de 2024

Antes del inicio de la producción, Sony Pictures Classics, la distribuidora habitual de Almodóvar en América del Norte, adquirió los derechos de la película en América del Norte, Oriente Medio, India, Sudáfrica, Australia y Nueva Zelanda. Warner Bros. Pictures estrenó la película en cines en España el 18 de octubre de 2024. Warner Bros. también adquirió los derechos de distribución para el Reino Unido, Alemania, Italia, los países nórdicos, Europa Central y del Este (excepto Polonia), América Latina y algunos territorios de Asia-Pacífico, incluido Japón. Estará disponible en Movistar Plus+ en España después de su estreno en cines. En julio de 2024, se informó de que era probable que la película se estrenaría en el 81.er Festival Internacional de Cine de Venecia; esto se confirmó una semana después, cuando se anunció que la película se estrenaría en la competencia. Alberto Barbera informó que la película se estrenará durante la segunda mitad del festival.
La película también se proyectará en el Festival Internacional de Cine de Toronto de 2024 (para su estreno en América del Norte), como proyección del Premio Donostia en el 72.º Festival Internacional de Cine de San Sebastián, y como selección central del 62.º Festival de Cine de Nueva York en el Alice Tully Hall el 4 de octubre de 2024 (en su estreno en Estados Unidos). Está previsto que se estrene en los cines de Nueva York y Los Ángeles el 20 de diciembre de 2024, seguido de un estreno limitado en ciudades seleccionadas de EE. UU. el día de Navidad y un estreno general en todo EE. UU. en enero de 2025.

## Recepción

### Crítica
La película recibió críticas mixtas, aunque en su mayoría positivas. La interpretación de Swinton recibió numerosas elogios.
En el sitio web de reseñas Rotten Tomatoes , el 81% de las 190 críticas de los críticos son positivas, con una calificación promedio de 7.1/10. El consenso del sitio web dice: "Con el respaldo de un par de actuaciones fabulosas envueltas en colores vivos, el debut en inglés del autor español Pedro Almodóvar da fe de su fluidez universal en la realización cinematográfica provocadora". Metacritic , que utiliza un promedio ponderado , le asignó a la película una puntuación de 71 sobre 100, basada en 44 críticos, lo que indica críticas "generalmente favorables". 
Stephanie Zacharek de Time escribió que "si es posible hacer una película alegre sobre la muerte, Almodóvar acaba de hacerlo".
Owen Gleiberman de Variety calificó a Swinton como "una interpretación monumental", "digna de comparar con el espíritu y el virtuosismo de Vanessa Redgrave ".
Robbie Collin, del Daily Telegraph, lamentó que el resultado del debut cinematográfico anglófono de Almodóvar sea "deprimentemente pobre".

### Premios
| Premio                                 | Fecha                   | Categoría                                  | Nominado/a                                 | Resultado | Ref.          |
| -------------------------------------- | ----------------------- | ------------------------------------------ | ------------------------------------------ | --------- | ------------- |
| Festival de Cine de Venecia            | 7 de septiembre de 2024 | León de Oro                                | The Room Next Door                         | Ganadora  | [ 31 ]        |
| Festival de Cine de Venecia            | 7 de septiembre de 2024 | Brian Award                                | The Room Next Door                         | Ganador   | [ 32 ] [ 33 ] |
| Hollywood Music in Media Awards        | 20 de noviembre de 2024 | Mejor Banda Sonora- Película Independiente | Alberto Iglesias                           | Ganador   | [ 34 ]        |
| European Film Awards                   | 7 de diciembre de 2024  | Mejor Película Europea                     | The Room Next Door                         | Nominada  | [ 35 ] [ 36 ] |
| European Film Awards                   | 7 de diciembre de 2024  | Mejor Director Europeo                     | Pedro Almodóvar                            | Nominado  | [ 35 ] [ 36 ] |
| European Film Awards                   | 7 de diciembre de 2024  | Mejor Guionista Europeo                    | Pedro Almodóvar                            | Nominado  | [ 35 ] [ 36 ] |
| European Film Awards                   | 7 de diciembre de 2024  | Mejor Actriz Europea                       | Tilda Swinton                              | Nominada  | [ 35 ] [ 36 ] |
| Golden Globe Awards                    | 5 de enero de 2025      | Mejor Actriz - Drama                       | Tilda Swinton                              | Nominada  | [ 37 ]        |
| AARP Movies for Grownups Awards        | 11 de enero de 2025     | Mejor Director                             | Pedro Almodóvar                            | Pendiente | [ 38 ]        |
| Premios Feroz                          | 25 de enero de 2025     | Mejor Película- Drama                      | The Room Next Door                         | Pendiente | [ 39 ]        |
| Premios Feroz                          | 25 de enero de 2025     | Mejor Director                             | Pedro Almodóvar                            | Pendiente | [ 39 ]        |
| Premios Feroz                          | 25 de enero de 2025     | Mejor Guion                                | Pedro Almodóvar                            | Pendiente | [ 39 ]        |
| Premios Feroz                          | 25 de enero de 2025     | Mejor Póster de Película                   | Juan Gatti, Nico Bustos                    | Pendiente | [ 39 ]        |
| Premios Feroz                          | 25 de enero de 2025     | Mejor Tráiler                              | Alberto Leal                               | Pendiente | [ 39 ]        |
| Premios Feroz                          | 25 de enero de 2025     | Mejor Banda Sonora                         | Alberto Iglesias                           | Pendiente | [ 39 ]        |
| Premios Satellite                      | 26 de enero de 2025     | Mejor Actriz - Drama                       | Tilda Swinton                              | Pendiente | [ 40 ]        |
| Premios Satellite                      | 26 de enero de 2025     | Mejor Guion Adaptado                       | Pedro Almodóvar                            | Pendiente | [ 40 ]        |
| Premios Satellite                      | 26 de enero de 2025     | Mejor Banda Sonora                         | Alberto Iglesias                           | Pendiente | [ 40 ]        |
| Círculo de Escritores Cinematográficos | 3 de febrero de 2025    | Mejor Música                               | Alberto Iglesias                           | Nominado  | [ 41 ]        |
| Premios Goya                           | 8 de febrero de 2025    | Mejor Dirección                            | Pedro Almodóvar                            | Nominado  | [ 42 ]        |
| Premios Goya                           | 8 de febrero de 2025    | Mejor Guion Adaptado                       | Pedro Almodóvar                            | Ganadora  | [ 42 ]        |
| Premios Goya                           | 8 de febrero de 2025    | Mejor Actriz                               | Julianne Moore                             | Nominada  | [ 42 ]        |
| Premios Goya                           | 8 de febrero de 2025    | Mejor Actriz                               | Tilda Swinton                              | Nominada  | [ 42 ]        |
| Premios Goya                           | 8 de febrero de 2025    | Mejor Fotografía                           | Edu Grau                                   | Ganadora  | [ 42 ]        |
| Premios Goya                           | 8 de febrero de 2025    | Mejor Banda Sonora                         | Alberto Iglesias                           | Ganadora  | [ 42 ]        |
| Premios Goya                           | 8 de febrero de 2025    | Mejor Dirección de Arte                    | Inbal Weinberg                             | Nominada  | [ 42 ]        |
| Premios Goya                           | 8 de febrero de 2025    | Mejor Vestuario                            | Bina Daigeler                              | Nominada  | [ 42 ]        |
| Premios Goya                           | 8 de febrero de 2025    | Mejor Peinado y Maquillaje                 | Morag Ross, Manolo García                  | Nominada  | [ 42 ]        |
| Premios Goya                           | 8 de febrero de 2025    | Mejor Sonido                               | Sergio Bürmann, Anna Harrington, Marc Orts | Nominada  | [ 42 ]        |